# مسرقان (قناة)
أبي غرغر أو مسرقان (كما هو معروف في اللغة العربية في المصادر التاريخية من العصور الوسطى) هي قناة في إيران. على هذه القناة تقع مدينة عسكر مكرم التي تعود إلى العصور الوسطى. وقد كانت القناة مربوطة بنهر الدجيل.